# Varijabla (strip)
Varijabla je strip epizoda Dilana Doga objavljena u Srbiji u svesci #212. u izdanju Veselog četvrtka. Na kioscima se pojavila 9. maja 2024. Koštala je 450 dinara (3,8 €; 4,1 $). Imala je 94 strane.

## Originalna epizoda
Originalna epizoda pod nazivom La variabla objavljena je premijerno u #421. regularne edicije Dilana Doga u Italiji u izdanju Bonelija. Izašla je 30.9.2021. Koštala je 4,9 €. Scenario je napisala Paola Barbato a nacrtali Cestaro Raul i Cestaro Gianluca. Naslovnu stranu nacrtao Keloni Fabio. 

## Kratak sadržaj
Jedan zatvorenik Limba pobegao je na zemlju. Predstavnici Raja i Pakla pozivaju Dilana da reši slučaj kako bi se izbegle katastrofalne posledice koje bi njegovo prisustvo među ljudima moglo da izazove. Dilan formira tim za hvatanje kroz regrutaciju veštica, demona i palih anđela, svojih starih poznanika.

## Prethodna i naredna sveska
Prethodna sveska regularne edicije nosila je naslov Dženi (#211), a naredna Plavi trenutak (#213).